# Наташа Мичич
Наташа Мичич (на сръбски: Наташа Мићић, по баща Йованович, родена на 2 ноември 1965 г.) е сръбски юрист и политик, председател на Народното събрание на Сърбия от 2001 до 2004 г. и временно изпълняващ длъжността президент на Сърбия от 2002 до 2004 г.

## Биография
Наташа Мичич е родена през 1965 г. в Ужице. Баща ѝ Воислав Йованович е юрист, а майка ѝ Лиляна е електротехник. Има сестра. Завършва Юридическия факултет на Белградския университет. В началото на 90-те години работи в Общинския съд в Ужице, а след това отваря собствена адвокатска кантора, която закрива, след като започва активно да се занимава с политика.
Омъжена е за Миодраг Мичич, от когото има дъщеря Анджела, която завършва факултета по организационни науки в Белградския университет, а през 2018 г. се присъединява към ЛДП.
Мичич често е наричана сръбската Никол Кидман от местните медии заради приликата си с австралийската актриса.

## Политическа кариера
От 1996 г. Наташа Мичич е член на Гражданския съюз на Сърбия. Тъй като е работила седем години като секретар на Общинския съд в Ужице, в началото на 1998 г. напуска тази позиция и започва да практикува като адвокат и като като представител на „Асоциацията на независимите електронни медии“ и на младежкото гражданско движение „Отпор!“. Тя е основател на две неправителствени организации.

### Свалянето на Милошевич и идването на власт
До демонстрациите от 5 октомври, които довеждат до свалянето на президента на Югославия Слободан Милошевич, Мичич става виден член на ГСС и коалиция ДОС. В по-късно интервю тя заявява, че никога няма да забрави сутринта на 5 октомври 2000 г., когато тръгва от Ужице за Белград в 5:00 ч., докато тълпа жители на Ужице излизат по улиците, за да я изпратят.
След победата на Демократичната опозиция на Сърбия на парламентарните избори през декември 2000 г. става депутат в Народното събрание на Република Сърбия, а през януари 2001 г. е избрана за негов вицепрезидент.
Когато Маршичанин подава оставка на 6 декември 2001 г., в резултат на нарастващия конфликт между депутатите от Демократическата партия на Сърбия и останалата част от ДОС, Мичич е избрана за нов председател на Народното събрание и Парламентарната комисия по конституционни въпроси. Тя става първата жена председател на Народното събрание в историята на Сърбия, най-младият председател на парламента в Европа и един от най-младите в целия свят.
На 13 май 2002 г. Наташа Мичич влиза в един от най-големите конфликти в сръбския парламент с Наташа Йованович от СРС. След разгорещена дискусия депутатът от СРС я полива с вода и скъсва парламентарните кабели, което кара Мичич да я отстрани от заседанието. Мичич е известна с това, че е много строга с всички, които пречат на нормалния работен процес, и преди всичко с радикалите, на които тя често налага мярката за отстраняване от сесията. Тъй като депутатите от СРС, като цяло, не напускат доброволно заседанието, Мичич моли службата за сигурност да ги изведе и по този начин радикалният лидер Войислав Шешел е отстранен от сесията, но също и неговите заместници и по-късни президенти на СърбияТомислав Николич и Александър Вучич.

### Президент на републиката
Тъй като мандатът на Милан Милутинович като президент на Сърбия изтича и поради провала на два избора за президент на Сърбия поради недостатъчна избирателна активност, Мичич става действащ президент на Сърбия на 29 декември 2002 г., с конституционно задължение да свика нови избори в рамките на 60 дни. Тя не прави това в определения срок, което предизвиква големи критики.
Няколко часа след убийството на министър-председателя Зоран Джинджич на 12 март 2003 г. обявява извънредно положение в Сърбия с думите:
| „ | Изхождайки от факта, че убийството на министър-председателя Зоран Джинджич на територията на Република Сърбия застраши сигурността на Република Сърбия и правата на човека и гражданина, както и работата на държавните органи, с цел за разкриване и залавяне на извършителите на атентата въз основа на член 83, т. 8 от Конституцията на Република Сърбия, предложение на правителството на Република Сърбия, вземам решение за обявяване на извънредно положение. На територията на Република Сърбия е обявено извънредно положение. Убийството на министър-председателя на Република Сърбия д-р Зоран Джинджич представлява посегателство срещу конституционния ред на страната и най-тежкото престъпление срещу сигурността и стабилността на страната ни. Този престъпен акт се опита да спре започналата борба с организираната престъпност, демократичните реформи в страната, завръщането ни в международната общност и застраши стабилността както на страната ни, така и на региона. Взех решение да приема предложението на правителството на Република Сърбия за обявяване на извънредно положение с цел запазване безопасността на хората и имуществото и прилагане на решителни мерки от страна на държавните органи срещу организираната престъпност. За целта държавата ще използва всички средства на правовата държава в условията на извънредно положение до изправянето пред съда на извършителите и авторите на това, както и на всички други престъпления, започнали напоследък. Призовавам всички граждани и държавни институции да запазят спокойствие в този труден за страната ни момент и да изпълнят задълженията, предвидени в Конституцията на Сърбия и Закона за извънредните мерки. Призовавам и всички държавни институции и юридически лица да предприемат всички необходими мерки, предвидени в Закона за мерките при извънредно положение и да се поставят в ролята на органи по сигурността, които да открият и дадат на съд убиеца на Премиер Джинджич. Приканвам въоръжените сили на Сърбия и Черна гора, органите за сигурност, всички съдебни органи, медиите и политическите партии да се обединят около тези цели, защото става въпрос за защита на държавата и запазване на нейната стабилност. Тези мерки ще продължат до постигане на горепосочените цели, тоест докато убийците не бъдат изправени пред съда. | “ |

До края на април ситуацията се успокоява и извънредното положение е отменено.
На 17 септември 2003 г. Мичич призовава за трети опит за избор на президент на Сърбия за 16 ноември 2003 г. Тя е под обществен натиск заради аферата около гласуването за назначаването на Кори Удовицки за управител на Националната банка на Сърбия на 22 юли 2003 г., когато някой гласува с картата на Неда Арнерич, която е на почивка в Бодрум.
На 16 октомври 2003 г., когато управляващата коалиция ДОС остава без парламентарно мнозинство за първи път от почти три години, започва дебат за доверието на председателя на Народното събрание. Дебатът по въпроса приключва на 29 октомври 2003 г., но гласуването е отложено с две седмици. В крайна сметка това се оказва ненужно, тъй като на 13 ноември 2003 г., три дни преди президентските избори, които отново ще се провалят поради ниска избирателна активност, Мичичка разпуска събранието и насрочва парламентарни избори за 28 декември 2003 г. След изборите тя е заменена от Драган Маршичанин като председател на Народното събрание (4 февруари 2004 г.).

### Връщане в опозицията
ГСС се явява на парламентарните избори с листата на Демократическата партия и печели 2 места от общо 31, спечелени от листата на Демократическата партия. Наташа Мичич става един от представителите на Гражданския съюз на Сърбия, а Горан Свиланович заема второто място.
На събранието на Гражданската асоциация на Сърбия през декември 2004 г. тя е избрана за президент на ГСС.
На парламентарните избори през януари 2007 г. е преизбрана за народен представител, а след сливането на ГСС с Либералдемократическата партия става вицепрезидент на ЛДП.
На парламентарните избори през 2008 г. и 2012 г. отново е избрана за народен представител. На изборите през 2014 г. ЛДП не минава прага и следващите 2 години е в извънпарламентарната опозиция.
През 2016 г. Мичич се връща в Парламента на Сърбия като депутат. Освен това е избрана за заместник-председател на Комитета за култура и информация.